# Charles N. Brumm

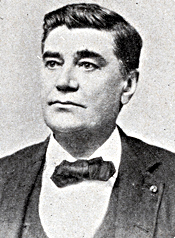
Charles N. Brumm (1896)

Charles Napoleon Brumm (* 9. Juni 1838 in Pottsville, Schuylkill County, Pennsylvania; † 11. Januar 1917 in Minersville, Pennsylvania) war ein US-amerikanischer Politiker. Zwischen 1881 und 1909 vertrat er drei Mal den Bundesstaat Pennsylvania im US-Repräsentantenhaus.

## Werdegang
Charles Brumm besuchte die öffentlichen Schulen seiner Heimat und das Pennsylvania College in Gettysburg. Danach begann er ein Jurastudium, das er aber zunächst wegen des Bürgerkrieges nicht beendete. Während des Krieges diente er in verschiedenen Funktionen im Heer der Union, in dem er es bis zum Oberleutnant brachte. Er blieb auch nach Kriegsende bis 1871 beim Militär. In diesem Jahr beendete er sein Jurastudium. Nach seiner Zulassung als Rechtsanwalt begann er in Pottsville in diesem Beruf zu arbeiten. Politisch wurde er zunächst Mitglied der Greenback Party, Mitte der 1880er Jahre wechselte er zu den Republikanern. Im Jahr 1878 kandidierte er noch erfolglos für das US-Repräsentantenhaus. Im Juni 1884 nahm er als Delegierter an der Republican National Convention in Chicago teil, auf der James G. Blaine als Präsidentschaftskandidat nominiert wurde.
Bei den Kongresswahlen des Jahres 1880 wurde Brumm im 13. Wahlbezirk von Pennsylvania in das US-Repräsentantenhaus in Washington, D.C. gewählt, wo er am 4. März 1881 die Nachfolge des Demokraten John Walker Ryon antrat. Nach drei Wiederwahlen konnte er bis zum 3. März 1889 vier Legislaturperioden im Kongress absolvieren. Im Jahr 1888 unterlag er dem Demokraten James Bernard Reilly. 1894 wurde Brumm erneut im 13. Distrikt seines Staates in den Kongress gewählt, wo er am 4. März 1895 Reilly wieder ablöste. Bis zum 3. März 1899 konnte er zwei weitere Amtszeiten im US-Repräsentantenhaus verbringen, während der er Vorsitzender des Committee on Claims war. In diese Zeit fiel auch der Spanisch-Amerikanische Krieg von 1898.
Im Jahr 1898 wurde Charles Brumm von seiner Partei nicht mehr zur Wiederwahl nominiert. Nach dem Tod des Abgeordneten George Robert Patterson wurde er bei der fälligen Nachwahl für den zwölften Sitz seines Staates als dessen Nachfolger in den Kongress gewählt, wo er am 6. November 1906 sein neues Mandat antrat. Nach einer Wiederwahl konnte er dort bis zu seinem Rücktritt am 4. Januar 1909 verbleiben. Ab 1907 war er Vorsitzender des Committee on Mileage.
Charles Brumms Rücktritt erfolgte nach seiner Ernennung zum Berufungsrichter im Schuylkill County. Diesen Posten bekleidete er bis zu seinem Tod am 11. Januar 1917 in Minersville. Sein Sohn George (1880–1934) wurde ebenfalls Kongressabgeordneter.